# Никола Калдаръмов
Никола Калдаръмов е бивш български футболист, полузащитник.
Играл е за Владислав (Варна) от 1931 до 1943 г. Има 126 мача и 31 гола в градското и областно първенство на Варна и в държавното първенство на България. Шампион и носител на купата на страната през 1934, вицешампион през 1938 и 1939 и 3 място през 1937 г. Има 2 мача за националния отбор.